# Mir-Guirovi
Mir-Guirovi (Mihr Girowi) foi um oficial sassânida do século VI, ativo durante o reinado do xá Cavades I. 

## Nome
Mir (Mihr) é a forma em persa médio e parta (𐭬𐭲𐭥), armênio (միհր) e georgiano (მიჰრ) do nome do deus Mitra (em avéstico: 𐬨𐬌𐬚𐬭𐬀, em persa antigo: 𐎷𐎰𐎼, Miθra), cujo nome significa "Sol, amor, amizade".

## Vida
Nada se sabe sobre as origens de Mir-Guirovi. É citado somente na obra de Zacarias Retórico e alguns estudiosos tentam identificá-lo com o celebérrimo general Mermeroes citado por Procópio de Cesareia, porém tal identificação é incerta; Geoffrey Greatrex afirma ser difícil associá-los, pois parece ser um oficial menos importante no relato de Zacarias se comparado à tratativa de Mermeroes em Procópio. Aparece em 531, quando foi enviado pelo vitaxa de Arzanena para contratar mercenários hunos para assistir os persas em sua guerra contra o Império Bizantino. Parte deles foi empregada no cerco de Martirópolis conduzido por Aspebedes, Canaranges e Mermeroes. O restante invadiu o território bizantino, massacrando os lavradores e incendiando vilas e igrejas. Cruzaram o Eufrates e avançaram até Antioquia, onde o duque da Mesopotâmia Bessas atacou-os enquanto partiam, conseguindo matá-los e capturar 500 cavalos e muito butim. Em Citarizo, na Armênia, Buzes conseguiu nova vitória contra 400 hunos e capturou seus animais de carga.